# الجنية القرصانة
 جنية القراصنة (بالإنجليزية: The Pirate Fairy)‏ هو فيلم فنتازيا تم إنتاجه في الولايات المتحدة وصدر في سنة 2014. الفيلم من تأليف وإخراج بيجي هولمز. من بطولة كرستينا هندريكس وتوم هيدليستون ولوسي ليو وماي وايتمان وميجان هيلتي. تم عرضه لأول مرة في الدنمارك بتاريخ 13 فبراير 2014 وفي أول أبريل بالولايات المتحدة.

## الممثلون والشخصيات
- كرستينا هندريكس (بدور: زارينا)
- توم هيدليستون (بدور: جايمس)
- لوسي ليو (بدور: سيلفر ميست)
- ماي وايتمان (بدور: تينكر بيل)
- ميجان هيلتي (بدور: روزيتا)
- أنجيلا بارتيس (بدور: فون)
- باميلا ادلون (بدور: ڤيديا)
- ريفين سيمون (بدور: اريديسا)
- جيف بينيت (بدور: كلانك'سمي'الجنية جاري)
- روب بولسن (بدور: بوبل)

## الميزانية والإيرادات
حقق أرباحا تقدر بـ 41,622,912 دولار.

## وصلات خارجية
- الجنية القرصانة على موقع IMDb (الإنجليزية)
- الجنية القرصانة على موقع روتن توميتوز (الإنجليزية)
- الجنية القرصانة على موقع نتفليكس (الإنجليزية)
- الجنية القرصانة على موقع قاعدة بيانات الأفلام العربية
- الجنية القرصانة على موقع ألو سيني (الفرنسية)
- الجنية القرصانة على موقع Turner Classic Movies (الإنجليزية)
- الجنية القرصانة على موقع أول موفي (الإنجليزية)
- الجنية القرصانة على موقع فيلمافينيتي (الإسبانية)
- الجنية القرصانة على موقع قاعدة بيانات الأفلام السويدية (السويدية)
- الجنية القرصانة على موقع قاعدة بيانات الفيلم (الإنجليزية)